# Stor-Närfjället
Stor-Närfjället este o arie protejată (arie specială de conservare — SAC, sit de importanță comunitară — SCI) din Suedia întinsă pe o suprafață de 5.517,1 ha, integral pe uscat.

## Localizare
Centrul sitului Stor-Närfjället este situat la coordonatele 61°14′07″N 12°56′23″E / 61.2353°N 12.9397°E.

## Înființare
Situl Stor-Närfjället a fost declarat sit de importanță comunitară în mai 2001 pentru a proteja un număr necunoscut de specii din flora spontană și fauna sălbatică aflate în arealul zonei. Situl a fost protejat și ca arie specială de conservare în martie 2011.

## Biodiversitate
Situată în ecoregiunea boreală, aria protejată conține 6 habitate naturale: Taiga vestică, Păduri fino-scandinave bogate în ierburi cu Picea abies, Turbării Aapa, Mlaștini turboase de tranziție și turbării mișcătoare, Grohotișuri silicioase de la nivelul montan până la nivelul zăpezii (Androsacetalia alpinae și Galeopsietalia ladani), Pajiști alpine și boreale.
La baza desemnării sitului se află un număr nedeclarat de specii protejate.